# Belgische Socialistische Partij
De Belgische Socialistische Partij (BSP) was een unitaire sociaaldemocratische Belgische politieke partij en was de opvolger van de Belgische Werkliedenpartij (BWP). In 1978 splitste de BSP in de (Vlaamse) Socialistische Partij en de (Franstalige) Parti Socialiste.

## Geschiedenis

### Bezettingsjaren 1940-1944
Na de ontbinding van de Belgische Werkliedenpartij (BWP) door Hendrik de Man in 1940 bleven heel wat socialisten verder politieke actie voeren in de illegaliteit. De clandestiene bladen Morgenrood en De Werker speelden daarbij een centrale rol. Aanvankelijk kwam het initiatief vanuit een aantal socialistische vakbondskernen met een sterk syndicalistisch en antikapitalistisch profiel. De eerste socialistische verzetskernen zetten zich dan ook sterk af tegen het reformisme van de oude BWP. Pas naar het einde van de Tweede Wereldoorlog toe, zouden de gematigden er onder aanvoering van Achiel Van Acker in slagen hun overwicht in de partij te herstellen. Zij streefden ernaar de socialistische beweging opnieuw op te bouwen en keerden zich af van de revolutionaire plannen van de meer radicale stroming. Op 27 maart 1942 werd met de samenstelling van een Uitvoerend Comité van de clandestiene Belgische Socialistische Partij (BSP) de eerste fase van de heropstanding afgesloten en begonnen commissies de naoorlogse periode voor te bereiden. Belangrijk was de afschaffing van het collectief lidmaatschap. Bij de BWP volstond het namelijk om aangesloten te zijn bij vakbond, mutualiteit of coöperatie om ook partijlid te zijn. De afschaffing van dit collectief lidmaatschap had twee redenen: enerzijds omdat dit toch wel wat uit de tijd was, anderzijds omdat de vakbond heel wat communistische leden had en de vrees bestond dat de partij op die manier zou geïnfiltreerd worden.

### Na de Tweede Wereldoorlog
Terug in de legaliteit kon de BSP moeilijk voorbijgaan aan de radicalisering die zich aan de basis voltrokken had en die op syndicaal vlak tot uiting was gekomen in het streven naar een eenheidsvakbond. Toch bleef het reformisme hoogtij vieren. Het voortdurend wantrouwen tussen socialisten en communisten (ontstaan tijdens de bezettingsjaren als gevolg van de afkeer van de eersten van de revolutionaire plannen van de laatsten), bleef bestaan en zou nog versterkt worden tijdens de beginjaren van de Koude Oorlog. Het Congres van de Overwinning van 9 tot 11 juni 1945 bevestigde het Charter van Quaregnon (geschreven door Emile Vandervelde) maar keurde verder een radicaal programma goed rond de uitbouw van de sociale zekerheid en de openstelling van het krediet- en verzekeringswezen voor bredere lagen van de bevolking, de steenkoolnijverheid, de elektriciteitsvoorziening, de chemische industrie en de staalnijverheid. In de eerste jaren na de Tweede Wereldoorlog hebben de socialisten een belangrijke bijdrage geleverd aan de heropbouw van het land. Vanaf de eerste naoorlogse regering tot en met 27 juni 1949 hebben zij onafgebroken deelgenomen aan het bewind. Al deze regeringen werden trouwens, op de eerste na, geleid door een socialist. Vooral Achiel van Acker heeft zijn stempel gedrukt op de ontwikkeling van het land, onder andere via de Kolenslag en via zijn invloed op de realisatie van de sociale zekerheid. Bij de verkiezingen van 1949 verloor de BSP echter heel wat van haar pluimen en zag de CVP de kans schoon om haar overwicht opnieuw te laten gelden. De rechterzijde ijverde voor de terugkeer van Leopold III, wat leidde tot de Koningskwestie, waarin de socialisten een belangrijke bemiddelende rol achter de schermen vervulden. In 1954 werden de rollen opnieuw omgekeerd en belandde de CVP in de oppositie. Meteen werd de oude frustratie over de kerkelijke overheersing van het onderwijs aangepakt. Hoewel de BSP met de nieuwe rijksscholen nieuwe machtscentra creëerde, leidde het ook tot een grote ideologische patstelling en een vervreemding van de christelijke arbeiders. Terwijl de socialistische vakbond ABVV als gevolg van de liberale aanwezigheid in de regeringen dienden in te binden, werd het land geconfronteerd met een economische achteruitgang. Het gevolg was een zware verkiezingsnederlaag in 1958.

### Jaren 60
Na de ondertekening van het Schoolpact (1958) kwamen de economische en sociale problemen opnieuw op de voorgrond. Eind 1960 legde de regering-Eyskens daarop zijn Eenheidswet voor, waarop de socialistische oppositie – vooral in Wallonië – erg scherp reageerde. Door de toenemende regionalisering binnen het ABVV was er echter geen duidelijke strategie, waardoor de acties al snel verzandden in chaos. Het verzet tegen de Eenheidswet bracht in elk geval duidelijk de tegenstelling tussen links en rechts en tussen Vlamingen en Walen aan het licht. Ondanks de feitelijke nederlaag tegen de Eenheidswet kwamen de socialisten versterkt uit de verkiezingen van maart 1961. Vanaf de jaren zestig kwam de taalproblematiek echter steeds meer op de voorgrond en toen de hervormingspolitiek van de regering-Lefèvre-Spaak in 1965 zwaar werd afgestraft (ten voordele van de taalpartijen), met een historisch verlies van 8,5% voor de BSP, verzeilde de partij in een zware bestaanscrisis. Er brak een nieuwe periode aan met zwakke, instabiele regeringen en wisselende coalities.
Hoewel de socialisten als laatsten van de drie traditionele partijen tot de scheiding van hun Nederlandstalige en Franstalige vleugel overgingen, waren ze de eerste om met concurrerende lijsten op basis van taalverschillen op de proppen te komen. Al op 21 december 1967 werd een Manifest van Vlaamse Socialisten gepubliceerd en in 1967 werd een Vlaams Socialistisch Congres georganiseerd te Klemskerke waarop het "Brusselse probleem" werd besproken (de Waalse socialisten congresseerden te Verviers). Er werden overigens wel eerder afzonderlijke samenkomsten van de Vlaamse en Waalse federale secretarissen gehouden, een teken van de toenemende meningsverschillen tussen Nederlands- en Franstaligen. Het kwam tot een nieuwe aanvaring in de aanloop van de wetgevende verkiezingen van 1968, toen de Nederlandstalige volksvertegenwoordigers Frans Gelders uit Vilvoorde en Hendrik Fayat uit Molenbeek door een poll definitief naar onverkiesbare plaatsen op de Kamerlijst werden verwezen. Enkel Piet Vermeylen kreeg een verkiesbare plaats op de Senaatslijst toegezegd. Ze worden op 31 maart 1968 alle drie herverkozen op een eigen lijst onder de naam Rode Leeuwen en Vermeylen en Fayat treden voor de BSP toe tot de regering-G. Eyskens IV. Eén jaar later erkende de BSP deze Rode Leeuwen als autonome Vlaamse BSP-federatie Brussel-Halle-Vilvoorde. De BSP ging deze verkiezingen overigens in met een programma rond de drieledige gewestvorming en regionalisering van de economische bevoegdheden (de zgn. Akkoorden van Klemskerke-Verviers). De culturele gewestvorming was vrij snel een feit, maar de economische decentralisatie bleef als gevolg van zware meningsverschillen tussen Vlamingen en Walen achterwege.

### Jaren 70
Begin jaren zeventig kreeg de economie opnieuw een aantal klappen, een crisis die verergerd werd door de schandaalsfeer rond de regering-Leburton. Bovendien was de voeling met de basis verloren gegaan, onder meer door de toenemende druk van de middenstandsvleugdel van de CVP op de socialistische ministers, die niet zelden opdraaiden voor de minst populaire beslissingen. Er werd dan ook besloten tot een ideologische herbronning. Resultaat was het Ideologisch Congres, in feite een proces van meerdere jaren tussen 1972 en 1974, dat leidde tot een radicalisering op doctrinair gebied. Een aantal fundamentele keuzes van de linkerzijde zoals vrijmaking van de productiemiddelen, vervoer, energie en banken voor de armste bevolkingsgroepen, planning en zelfbeheer door arbeiderscontrole in de bedrijven werden net als de collectieve beginselen van de verklaring van Quaregnon in het einddocument 'Socialisme nu' opgenomen. Maar evenmin als zijn illustere voorganger gaf het nieuwe document echter aan hoe de doelstellingen moesten worden verwezenlijkt. Op het congres van oktober 1975 te Marcinelle werd besloten een zogenaamde 'informatiecampagne' op te starten tegen het sociaaleconomische beleid van de regering-Tindemans. Deze "campagne vijf voor twaalf" was meteen de laatste grote actie van de unitaire BSP.
In de jaren zeventig kon ook de BSP niet meer weerstaan aan de tendens tot federalisering van de partijstructuren. Na het aftreden van Leo Collard als partijvoorzitter in 1971 werd eerst het dubbel-voorzitterschap (een Vlaming en een Waal) ingevoerd. De mislukking van het Egmontpact in 1977 was in feite het eindpunt van het groeiend wantrouwen tussen Vlamingen en Walen binnen de partij. Onder impuls van co-voorzitter André Cools was al een tijdje een Franstalig front tot stand gekomen en de nieuwe Vlaamse co-voorzitter, Karel Van Miert, was minder dan zijn voorganger geneigd de Waalse kameraden te sparen. Er kan ook verondersteld worden dat de Vlaamse socialisten toen reeds het post-Egmonttijdperk wilden voorbereiden. In een autonoom Vlaanderen zouden de socialisten op zichzelf zijn aangewezen en moesten zij dan ook, zo vlug mogelijk, aan een eigen profilering werken. Hoe dan ook, in oktober 1978 kon de onenigheid binnen het partijbureau niet langer worden weggemoffeld. Oorzaken waren in de eerste plaats de toenadering tussen Cools en het FDF en de uiteenlopende beoordeling van het Egmontpact. In plaats van een nationaal congres op 28 oktober 1978 kwamen er twee afzonderlijke congressen bijeen. De scheiding was een feit, al werden nieuwe statuten en een nieuwe naam voor de Nederlandstalige vleugel (Socialistische Partij) pas op een administratief congres in 1980 aangenomen.
De BSP maakte deel uit van de regeringen tussen 26 september 1944 en 27 juni 1949, 23 april 1954 en 2 juni 1958, 25 april 1961 en 11 februari 1966, 17 juni 1968 en 19 januari 1974 en vanaf 3 juni 1977 tot haar ontbinding. Gewoonlijk werd coalitie gevormd met de christendemocraten, uitzonderlijk ook met de liberalen. De partij leverde ook vier naoorlogse premiers: Achiel Van Acker, Paul-Henri Spaak, Kamiel Huysmans en Edmond Leburton.

## Structuur

### Voormalige voorzitters
| Voorzitters BSP/PSB | Voorzitters BSP/PSB             | Voorzitters BSP/PSB |
| Naam                | Periode                         | Opmerkingen |
| ------------------- | ------------------------------- | --- |
| Achille Delattre    | 27 maart 1942 - oktober 1942    | |
| Achiel Van Acker    | oktober 1942 - 4 oktober 1944   | Verkozen op 17 september 1944. |
| Achille Delattre    | 4 oktober 1944 - 8 oktober 1945 | Waarnemend voorzitter. |
| Max Buset           | 8 oktober 1945 - 28 juni 1959   | Verkozen op 8 oktober 1945, herkozen op 27 oktober 1947, 6 november 1949, 23 maart 1952, 12 december 1954, 25 november 1956 en 14 december 1958. Overleden in functie. |
| Leo Collard         | 10 juli 1959 - 24 januari 1971  | Verkozen op 10 juli 1959, herkozen op 18 december 1960, 30 juni 1963, 11 december 1965 en 12 juni 1968.                                                                |

| Co-voorzitterschap (vanaf 1971) | Co-voorzitterschap (vanaf 1971) | Co-voorzitterschap (vanaf 1971)                                                     | Co-voorzitterschap (vanaf 1971) | Co-voorzitterschap (vanaf 1971)    | Co-voorzitterschap (vanaf 1971)                                                                                          |
| Nederlandstalige co-voorzitter  | Periode                         | Opmerkingen                                                                         | Franstalige co-voorzitter       | Periode                            | Opmerkingen |
| ------------------------------- | ------------------------------- | ----------------------------------------------------------------------------------- | ------------------------------- | ---------------------------------- | --- |
| Jos Van Eynde                   | 24 januari 1971 - 1 maart 1975  | Verkozen op 24 januari 1971.                                                        | Edmond Leburton                 | 24 januari 1971 - 3 februari 1973  | Verkozen op 24 januari 1971.                                                                                             |
| Willy Claes                     | 1 maart 1975 - 27 juni 1977     | Verkozen op 1 maart 1975, herkozen op 27 maart 1977.                                | André Cools                     | 3 februari 1973 - 26 november 1978 | Waarnemend voorzitter tot 28 april 1973. Officieel verkozen op 28 april 1973. Herkozen op 1 maart 1975 en 27 maart 1977. |
| Karel Van Miert                 | 27 juni 1977 - 26 november 1978 | Waarnemend voorzitter tot 17 december 1977, officieel verkozen op 17 december 1977. |                                 |                                    | |

### Werking
De basisorganisatie van de BSP was de lokale afdeling. Hiervan was er één per lokaliteit, in grote steden (zoals onder meer Gent en Antwerpen) werd er gewerkt met wijkclubs en/of -afdelingen, onderafdelingen of werkersbonden. Elk van de lokale afdelingen maakte deel uit van een arrondissementsfederatie, die overeenkwam met de kiesarrondissementen voor de verkiezingen voor de Kamer van volksvertegenwoordigers. De nationale structuur werd afgetopt door de algemene partijraad, het partijbureau en het partijsecretariaat. De leiding van de BSP lag in handen van de partijvoorzitter.

## Politieke mandaten

### Overzicht Kamerzetels
| 70 |

| 68 |

| 78 |

| 70 |

| 73 |

| 70 |

| 64 |

| 69 |

| 66 |

| 77 |

| 86 |

| 84 |

| 84 |

| 64 |

| 59 |

| 61 |

| 59 |

| 62 |

| 58 |

| 35 |

| 26 |

| 35 |

| 32 |

| 40 |

| 32 |

| 35 |

| 28 |

| 21 |

| 20 |

| 19 |

| 14 |

| 25 |

| 23 |

| 20 |

| 14 |

| 26 |

| 13 |

| 23 |

| 13 |

| 20 |

| 9 |

- '19-'21: 186zetels/  '25-'32: 187 zetels/  '36-'46: 202 zetels/  '49-'91: 212 zetels/  '95-'19: 150 zetels
- BWP '19-'39
- BSP '46-'78
-  SP / sp.a / Vooruit
-  PS

### Regeringsdeelnames
| Regering            | Premier               | Partijen                                 | Van           | Tot           |  |
| ------------------- | --------------------- | ---------------------------------------- | ------------- | ------------- |  |
| Van Acker I         | Achille Van Acker     | BSP/PSB, Katholieken, Liberalen, KPB/PCB | 12 feb. 1945  | 2 aug. 1945   |  |
| Van Acker II        | Achille Van Acker     | BSP/PSB, UDB, Liberalen, KPB/PCB         | 2 aug. 1945   | 13 maart 1946 |  |
| Spaak II            | Paul-Henri Spaak      | BSP/PSB, CVP/PSC                         | 13 maart 1946 | 31 maart 1946 |  |
| Van Acker III       | Achille Van Acker     | BSP/PSB, Liberalen, KPB/PCB              | 31 maart 1946 | 3 aug. 1946   |  |
| Huysmans I          | Camille Huysmans      | BSP/PSB, Liberalen, KPB/PCB              | 3 aug. 1946   | 20 maart 1947 |  |
| Spaak III           | Paul-Henri Spaak      | BSP/PSB, CVP/PSC                         | 20 maart 1947 | 27 nov. 1948  |  |
| Spaak IV            | Paul-Henri Spaak      | BSP/PSB, CVP/PSC                         | 27 nov. 1948  | 11 aug. 1949  |  |
|                     |                       |                                          |               |               |  |
| Van Acker IV        | Achille Van Acker     | BSP/PSB, Liberalen                       | 23 april 1954 | 26 juni 1958  |  |
|                     |                       |                                          |               |               |  |
| Lefèvre I           | Théo Lefèvre          | CVP/PSC, BSP/PSB                         | 25 april 1961 | 28 juli 1965  |  |
| Harmel I            | Pierre Harmel         | PSC/CVP, BSP/PSB                         | 28 juli 1965  | 19 maart 1966 |  |
|                     |                       |                                          |               |               |  |
| G. Eyskens IV       | Gaston Eyskens        | CVP/PSC, BSP/PSB                         | 17 juni 1968  | 20 jan. 1972  |  |
| G. Eyskens V        | Gaston Eyskens        | CVP/PSC, BSP/PSB                         | 20 jan. 1972  | 26 jan. 1973  |  |
| Leburton            | Edmond Leburton       | BSP/PSB, CVP/PSC, PVV/PLP                | 26 jan. 1973  | 25 april 1974 |  |
|                     |                       |                                          |               |               |  |
| Tindemans IV        | Leo Tindemans         | CVP/PSC, BSP/PSB, VU/FDF                 | 3 juni 1977   | 20 okt. 1978  |  |
| Vanden Boeynants II | Paul Vanden Boeynants | CVP/PSC, BSP/PSB, VU/FDF                 | 20 okt. 1978  | 3 april 1979  |  |

- Legenda: socialistische premiers

#### Gewezen ministers
De ministers en staatssecretarissen van de BSP van 1945 tot 1980 waren:
- Abel Dubois
- Achiel Van Acker
- Achille Delattre
- Alfons Vranckx
- Alfred Scokaert
- André Cools
- André Van Cauwenberghe
- Antoon Spinoy
- Arthur Wauters
- Edmond Leburton
- Edouard Close
- Edward Anseele jr.
- Elie Van Bogaert
- Ernest Glinne
- Ernest Rongvaux
- Fernand Dehousse
- Fernand Delmotte
- François Tielemans
- Frank Van Acker
- Freddy Terwagne
- Gustave Breyne
- Guy Cudell
- Guy Mathot
- Guy Spitaels
- Hendrik Fayat
- Henri Boel
- Henri Rolin
- Henri Simonet
- Herman Vos
- Hervé Brouhon
- Irène Pétry
- Jacques Hoyaux
- Jean-Maurice Dehousse
- Jef Ramaekers
- Jos Wijninckx
- Joseph Merlot
- Léo Collard
- Léon Hurez
- Léon-Eli Troclet
- Lode Craeybeckx
- Louis Major
- Louis Namèche
- Lucien Harmegnies
- Marc-Antoine Pierson
- Marcel Busieau
- Paul De Groote
- Paul-Henri Spaak
- Pierre Falize
- Piet Vermeylen
- Robert Urbain
- Roger De Wulf
- Victor Larock
- Willy Calewaert
- Willy Claes

## Bekende (ex-)leden
- Hugo Adriaensens
- Edward Anseele jr.
- Gaston Baccus
- Eddy Baldewijns
- Marcel Bartholomeeussen
- Eduard Beusen
- Henri Boel
- Georges Bohy
- Jules Blavier
- Isabelle Blume-Grégoire
- Helene Bouchery
- Joseph Bracops
- Gustave Breyne
- Hervé Brouhon
- Fernand Brunfaut
- Max Buset
- Marcel Busieau
- Willy Calewaert
- Jozef Chalmet
- Willy Claes
- Edouard Close
- René Close
- Léo Collard
- André Cools
- Louis Cornelis
- Jan Cornet
- Lode Craeybeckx
- Guy Cudell
- Prosper De Bruyn
- Victor De Bruyne
- Jules Deconinck
- René De Cooman
- August Debunne
- Joseph Dedoyard
- Raoul Defuisseaux
- Paul De Groote
- Jean-Maurice Dehousse
- Roger De Kinder
- Libert De Langhe
- Achille Delattre
- Leon Ernest Deltenre
- Amédée De Keuleneir
- Fernand Delmotte
- René Demoitelle
- Julius De Pauw
- Marcel Demets
- Arthur De Sweemer
- Frans Detiège
- Roger De Wulf
- René Dieudonné
- Pierre Diriken
- Abel Dubois
- Mathieu Duchesne
- Emile Duret
- Willem Eekelers
- Louis Eggers
- Corneille Embise
- Pierre Falize
- Hendrik Fayat
- Jozef Feyaerts
- Frans Fischer
- Gustave Fiévet
- Alexandrine Fontaine-Borguet
- Paul François
- Gaston Fromont
- Arthur Gailly
- François Gelders
- Ernest Glinne
- Marcel-Hubert Grégoire
- Charles Hancké
- Lucien Harmegnies
- Augustinus Hens
- Marcel Heyerick
- Raoul Hicguet
- Jules Hoen
- Jules Hossey
- Jos Houben
- Georges Housiaux
- Gaston Hoyaux
- Jacques Hoyaux
- Léon Hurez
- Camille Huysmans
- Mathieu Jacques
- Gaston Juste
- Gerrit Kreveld
- Gustaaf Laroche
- Victor Larock
- Frans Laurens
- Bernard Lauwers
- Frédéric Legrand
- Edmond Leburton
- Edmond Lievens
- Jan Luyten
- Jos Magé
- Louis Major
- Joseph Martel
- Guy Mathot
- Joseph Merlot
- Léon Meysmans
- Edgard Missiaen
- Louis Namèche
- Frans Nauwelaerts
- Jet Nauwelaerts-Thues
- Simon Paque
- Irène Pétry
- Julien Peurquaet
- Louis Piérard
- Marc-Antoine Pierson
- Ernest Piot
- Jef Ramaekers
- Hubert Rassart
- Henri Rolin
- Roger Rommiée
- Ernest Rongvaux
- Antoine Sainte
- François Sainte
- Jan-Baptist Samyn
- Emile Schevenels
- Alfred Scokaert
- Mathilde Schroyens
- Arthur Sercu
- Marc Somerhausen
- Henri Simonet
- Eugène Soudan
- Paul-Henri Spaak
- Antoon Spinoy
- Guy Spitaels
- Frans Struyf
- Walter-Joseph Thys
- François Tielemans
- Freddy Terwagne
- Léon-Eli Troclet
- Robert Urbain
- Achille Van Acker
- Frank Van Acker
- François Van Belle
- Elie Van Bogaert
- Marcel Van Bulck
- André Van Cauwenberghe
- Joseph Vandevelde
- Jos Van Eynde
- Camille Vangraefschepe
- Joseph Vanhellemont
- Karel Van Miert
- August Van Nooten
- Jef Van Roosbroeck
- Eugène Van Walleghem
- Jan Van Winghe
- Jos Verboven
- Jozef Vercauteren
- Rogerius Verdonck
- Frank Verhulst
- Jos Vermaesen
- Piet Vermeylen
- Herman Vos
- Alfons Vranckx
- Arthur Wauters
- Jos Wijninckx
- Jan Wilms
- Julius Wostyn